# Pietro Guerra
Pietro Guerra (San Pietro di Morubio, 28 giugno 1943) è un ex ciclista su strada e pistard italiano.
Da dilettante vinse la medaglia d'argento ai Giochi olimpici 1964 di Tokyo nella cronometro a squadre e due titoli mondiali su strada nella stessa specialità. Fu poi professionista dal 1966 al 1974.

## Carriera
Da giovane corse per le società ciclistiche veronesi Polisportiva Bruno Gaiga e G.S. Bencini, collezionando una cinquantina di successi. Era un brillante cronoman, e nella specialità dei 100 km a squadre per dilettanti ottenne la vittoria nei campionati del mondo del 1964 (con Andreoli, Dalla Bona e Manza), la medaglia d'argento olimpica nello stesso anno (con la stessa squadra), di nuovo la vittoria mondiale nel 1965 (con Dalla Bona, Denti e Soldi), e infine il terzo posto nel 1966 (con Benfatto, Dalla Bona e Denti).
Nel settembre del 1966 passò al professionismo con la squadra Salamini-Luxor TV (capitano Vittorio Adorni), e ottenne subito discreti piazzamenti. L'anno successivo vinse la sua prima corsa, una tappa del Giro di Sardegna e partecipò anche al suo primo Giro d'Italia, concluso al 32º posto con un secondo posto di tappa.
Nel 1968 venne ingaggiato dalla Salvarani (con capitano Felice Gimondi) e partecipò alla Vuelta a España, ottenendo una vittoria di tappa. Alla Salvarani rimase per cinque stagioni e, pur non vincendo molto, ogni anno riuscì a conquistare una vittoria. Vinse una tappa anche al Tour de France del 1971 mentre, pur partecipando a cinque Giri d'Italia, non riuscì mai ad imporsi in una frazione. Solo nel 1971, con la Salvarani, vinse il cronoprologo a squadre.
Per tre volte fu selezionato nella squadra Nazionale per partecipare ai campionati mondiali professionistici di inseguimento su pista: la prima volta nel 1968, fu quarto; nel 1971 dopo aver vinto il campionato italiano della specialità, al campionato mondiale venne eliminato nei quarti di finale; l'anno successivo si ripeté come vincitore nel campionato italiano, e in quello mondiale si piazzò di nuovo al quarto posto.
Chiuse la carriera nel 1974, sempre nella squadra di Felice Gimondi, che nelle ultime due stagioni era diventata la Bianchi-Campagnolo.

## Palmarès
- 1964 (dilettanti)

Targa d'Oro Città di Legnano
Trofeo Martiri Trentini
Campionati del mondo, Cronometro a squadre (con Andreoli, Dalla Bona, Manza)
- 1965 (dilettanti)

Coppa Collecchio
Gran Premio Agostano
Campionati del mondo, Cronometro a squadre (con Dalla Bona, Denti, Soldi)
- 1966 (dilettanti)

6ª tappa Giro del Piemonte dilettanti (Alba > Acqui Terme
2ª tappa Corsa della Pace (Praga > Liberec)
10ª tappa Corsa della Pace (Poznań > Stettino)
Trofeo Città di Lucca
Gran Premio Industria del Cuoio e delle Pelli
- 1967 (Salmini-Luxor TV, una vittoria)

1ª tappa Giro di Sardegna (Ozieri > Nuoro)
- 1968 (Salvarani, una vittoria)

6ª tappa Vuelta a España (Vinaròs > Valencia)
- 1969 (Salvarani, una vittoria)

4ª tappa Critérium du Dauphiné Libéré (Annecy > Chalon-sur-Saône)
- 1970 (Salvarani, due vittorie)

Coppa Bernocchi
Gran Premio Cemab
- 1971 (Salvarani, una vittoria)

5ª tappa Tour de France (Dinant > Roubaix)
- 1972 (Salvarani, una vittoria)

Giro di Romagna
- 1973 (Bianchi, una vittoria)

3ª tappa Tirreno-Adriatico (Castelvecchio > Tortoreto)

### Pista
- 1971

Campionati italiani, Inseguimento individuale
- 1972

Campionati italiani, Inseguimento individuale

## Piazzamenti

### Grandi Giri
- Giro d'Italia

1967: 32º
1971: 70º
1972: fuori tempo (4ª tappa, 1ª semitappa)
1973: 106º
1974: 94º
- Tour de France

1968: ritirato (3ª tappa)
1969: 81º
1970: 71º
1971: 68º
1972: 86º
- Vuelta a España

1968: 46º

### Classiche monumento
- Milano-Sanremo

1967: 103º
1969: 106º
1970: 135º
1973: 60º
1974: 118º
- Giro delle Fiandre

1968: 63º
- Parigi-Roubaix

1968: 42º
- Giro di Lombardia

1966: 21º

### Competizioni mondiali
- Campionati del mondo su strada

Sallanches 1964 - Cronosquadre: vincitore
Sallanches 1964 - In linea Dilettanti: 16º
Lasarte-Oria 1965 - Cronosquadre: vincitore
Lasarte-Oria 1965 - In linea Dilettanti: 24º
Nürburgring 1966 - Cronosquadre: 3º
Nürburgring 1966 - In linea Dilettanti: ritirato
- Campionati del mondo su pista

Montevideo 1968 - Inseguimento indiv. Prof.: 4º
Marsiglia 1972 - Inseguimento indiv. Prof.: 4º
- Giochi olimpici

Tokyo 1964 - Cronosquadre: 2º